# Jarosław Mamczarski
Jarosław Mamczarski (ur. 24 kwietnia 1974 w Gliwicach) – polski kompozytor i pedagog.

## Życiorys
Absolwent Akademii Muzycznej im. Karola Szymanowskiego w Katowicach (Teoria Muzyki w 1998 i Kompozycja w 2000). Pracuje na tej uczelni na Wydziale Kompozycji, Interpretacji, Edukacji i Jazzu (od 1998). Doktor habilitowany, profesor AM w Katowicach. W kwietniu 2024 roku został wybrany rektorem tejże uczelni na kadencję 2024–2028.
Zajmuje się muzyką elektroniczną oraz improwizacją. Jego kompozycje prezentowane były m.in. podczas: festiwalu Warszawska Jesień, Festiwalu Muzyki Nowej, festiwalu Musica Moderna, New Music Festiwal w Louisville, Międzynarodowego Festiwalu Muzyki Elektronicznej w Tbilisi. 
Członek założyciel Polskiego Stowarzyszenia Muzyki Elektroakustycznej, członek Związku Kompozytorów Polskich.